# 2. ročník udílení AACTA International Awards
2. ročník udílení AACTA International Awards se konal 26. ledna 2013 v Los Angeles. Nominace byly vyhlášeny 8. ledna 2013.

## Vítězové a nominovaní
Tučně jsou označeni vítězové

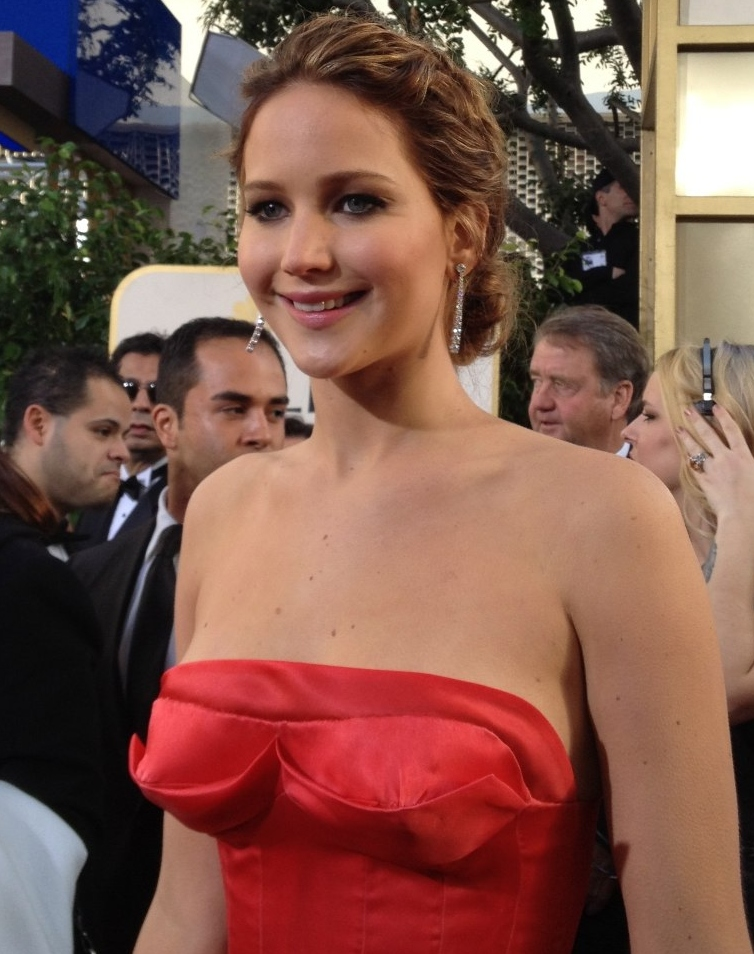
Jennifer Lawrenceová, vítězka v kategorii nejlepší ženský herecký výkon v hlavní roli

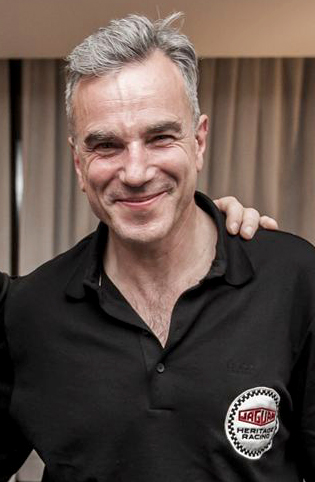
Daniel Day-Lewis, vítěz v kategorii nejlepší mužský herecký výkon v hlavní roli

- Nejlepší mužský herecký výkon ve vedlejší roli: Robert De Niro – Terapie láskou
- Nejlepší ženský herecký výkon ve vedlejší roli: Jacki Weaver – Terapie láskou

| Nejlepší film | Nejlepší režisér |
| --- | --- |
| - Terapie láskou - Argo - Bídnici - Pí a jeho život - Lincoln - 30 minut po půlnoci | - David O. Russell – Terapie láskou - Ben Affleck – Argo - Kathryn Bigelow – 30 minut po půlnoci - Ben Lewis – Sezení - Ang Lee – Pí a jeho život - Steven Spielberg – Lincoln                          |
| Nejlepší mužský herecký výkon v hlavní roli | Nejlepší ženský herecký výkon v hlavní roli |
| - Daniel Day-Lewis – Lincoln - Bradley Cooper – Terapie láskou - John Hawkes – Sezení - Hugh Jackman – Bídnici - Joaquin Phoenix – Mistr - Denzel Washington – Let                          | - Jennifer Lawrenceová – Terapie láskou - Jessica Chastainová – 30 minut po půlnoci - Marion Cotillard – Na dřeň - Emmanuelle Riva – Láska - Naomi Watts – Nic nás nerozdělí - Nicole Kidman – Reportér |
| Nejlepší scénář | |
| - Quentin Tarantino – Nespoutaný Django - Paul Thomas Anderson – Mistr - Tony Kushner – Lincoln - Chris Terrio – Argo - David O. Russell – Terapie láskou - Mark Boal – 30 minut po půlnoci | |

## Další
- 19. ročník udílení Screen Actors Guild Awards
- 18. ročník udílení Critics' Choice Movie Awards
- 66. ročník udílení Filmových cen Britské akademie
- 70. ročník udílení Zlatých glóbů
- 85. ročník udílení Oscarů